# Теофил Мироточиви
Теофил Мироточиви, известен и като Македонски (на гръцки: Θεόφιλος ο Μυροβλύτης, ο Αγιορείτης), е християнски православен светец, преподобен, от XV - XVI век, чиято памет се тачи на 8 юли.

## Биография
Роден е около 1460 година в източномакедонското градче Зиляхово в благочестиво семейство. Получава добро образование, като е запознат със Свещеното писание, житията и творбите на светите отци. Става отличен калиграф. В 1504 година се замонашва под името Теодосий, а в 1506 година е ръкоположен за свещеник от епископ Акакий Рендински, приятел на патриарх Нифонт II Константинополски. Теофан се сближава с Акакий и го придружава в мисията му до Александрия, поръчана от патриарх Нифонт, да провери чудесата на патриарх Йоаким Александрийски. Патриархът успява да премести планина и да изпие чаша с отрова. На връщане от Александрия, епископ Ананий и Теофил посещават Синайската планина и Йерусалим, където Акакий умира. През Дамаск, с писма от патриарсите на Александрия, Йерусалим и Антиохия, Теофил се връща в Цариград, където, заради благочестието и образованието си, е задържан като нотариос и екзарх на Патриаршията от новия патриарх Пахомий I, също от Зъхна.
Уморен от светския живот и от почитта на народа, Теофил се оттегля в манастира Ватопед на Света гора. Там под наставничеството на намиращия се във Ватопед бивш митимнийски епископ Малахий, Теофил се отдава на духовен живот и всеки ден служи литургия. След смъртта на Малахий, в 1511 година се мести в Иверския манастир, където става послушник и преписва книги. Теофил е отличен калиграф и около 30 негови творби, предимно с литургимно съдържание са запазени в библиотеката на Иверския манастир. Според някои източници престоят на Теофил във Ватопед предхожда Александрийската мисия, която е в 1509 година.
Славата на Теофил се разнася из Македония и солунчани го молят да заеме архиепископската катедра в града. За среща със същата цел го извикал и патриарх Теолипт I Константинополски, който се намирал в Солун. За да отклони молбата, около 1516 година Теофил приел великата схима, която не му позволява да свещенодейства. В 1522 година, според саморъчната бележка на Теофил в една кондика, игуменът на Иверския манастир му позволява да построи колиба до подвижника проигумен Дионисий Иверски в „Свети Йоан Предтеча“, с когото поделят тежестта на строгото отшелничество. По-късно заминал за Карея при подвижниците Кирил и Серафим и накрая се установил в килията „Свети Василий“ с ученика си Исак, където и починал на 8 юли 1548 година.
Пред смъртта си Теофил написал изповедание на вярата и духовно завещание. От неговите мощи потекло благовонно миро и затова е наричан Мироточиви. Според християните при мощите му стават чудеса на изцерение и затова Теофил е обявен за светец.
- Кондика на манастира Пантократор 85, 1548 г., лист 5r с началото на Синаксара на Свети Теофил
- Кондика на манастира Пантократор 85, 1548 г., лист 431v с подписа на Свети Теофил